# Renaud Ier de Gueldre
Renaud Ier de Gueldre, dit « le Querelleur », né vers 1255 et mort à Montfort le 9 octobre 1326, fut comte de Gueldre et de Zutphen de 1271 à 1326 et duc de Limbourg de 1279 à 1288. Il était le fils d’Otton II, comte de Gueldre et de Zutphen, et de Philippine de Dammartin.

## Biographie
Il succéda à son père le 10 janvier 1271 et épousa en 1276 Ermengarde, duchesse de Limbourg, fille de Waléran IV, duc de Limbourg, et de Judith de Clèves. Ils n’eurent pas d’enfants et Ermengarde mourut en juin 1283. Renaud obtint de l’empereur Rodolphe Ier de Habsbourg de pouvoir conserver le Limbourg à titre viager. Mais Adolphe V, comte de Berg et cousin germain d’Ermengarde, revendiqua la succession de sa cousine. Ne se sentant pas assez fort pour faire valoir ses prétentions, il vendit ses droits à Jean Ier, duc de Brabant. Il s’ensuivit une guerre entre Jean de Brabant et le clan des Limbourg-Luxembourg, qui se termina par la défaite de Worringen, le 5 juin 1288. Renaud, capturé par Godefroy de Brabant, dut renoncer au Limbourg le 15 octobre 1289.
Le comté de Gueldre ayant été engagé auprès du comte de Flandre pour financer la guerre contre le Brabant, il dut assainir ses finances pour régler sa dette, ce qu’il fit en 1293. En 1317, il soutint Frédéric le Bel, élu roi des Romains en compétition avec Louis IV de Bavière.
En 1318, Renaud Ier est déposé et son fils règne sous régime de tutelle. En 1320, Renaud Ier est emprisonné par son propre fils, Renaud II, dans le donjon du Grauwert, une tour défensive du château de Montfort. Il y meurt six ans plus tard. Il est enterré le 21 octobre 1326 dans le monastère de Graefenthal, situé sur le Niers près d’Asperden (commune de Goch) en Allemagne.

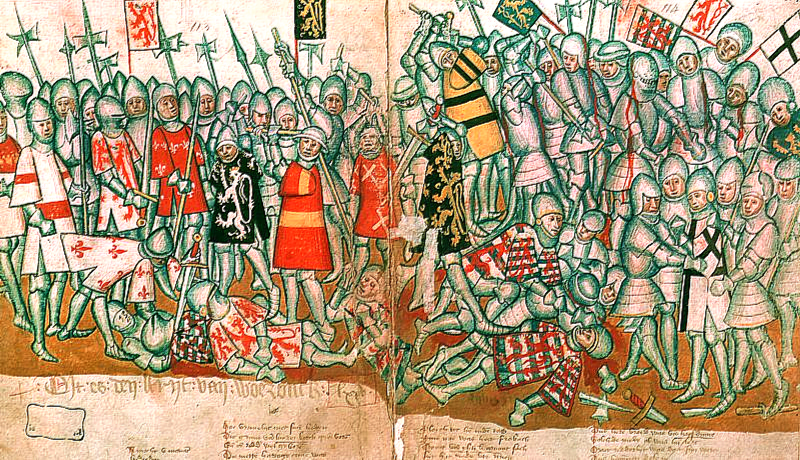
Illustration de la Bataille de Worringen tirée de la Chronique "Brabantsche Yeesten" de Jan Van Boendaele, dit le Clerc.

## Famille
Il s’était remarié à Namur le 3 juillet 1286 à Marguerite de Flandre († 1329), fille de Guy de Dampierre, comte de Flandre et d’Isabelle de Luxembourg, et devint ainsi le beau-frère de Jean Ier de Brabant, époux d’une autre Marguerite de Flandre. Ils eurent :
- Marguerite (1290 † 1332), mariée en 1305 à Thierry VIII (1291 † 1346), duc de Clèves ;
- Renaud II (1295 † 1343), duc de Gueldre ;
- Guy, mort après 1315 ;
- Isabelle († 1354), abbesse de Cologne ;
- Philippa († 1352), nonne à Cologne.

## Sources
- (de) Cet article est partiellement ou en totalité issu de l’article de Wikipédia en allemand intitulé « Rainald I. (Geldern) » (voir la liste des auteurs).
- Généalogie des comtes de Gueldre.
- Notices d'autorité :   - VIAF
  - GND